# Calanthe ligo
Calanthe ligo är en orkidéart som beskrevs av Phillip James Cribb. Calanthe ligo ingår i släktet Calanthe och familjen orkidéer. Inga underarter finns listade i Catalogue of Life.